# Auf dem Strom
Auf dem Strom (D 943) is een lied voor tenor, hoorn en piano van de componist Franz Schubert. Hij schreef het lied in maart 1828 op een tekst van Ludwig Relstab.

## Achtergrond
Schubert componeerde Auf dem Strom om te worden uitgevoerd op een concert op 26 maart 1828 ter gelegenheid van de eerste sterfdag van Ludwig van Beethoven. Het concert was geheel gewijd aan Schuberts eigen repertoire en is het enige concert dat tijdens zijn leven met eigen werk werd uitgevoerd. Het lied is duidelijk een eerbewijs aan de door hem zeer bewonderde Beethoven. Schubert was een jaar eerder nog een van de dragers geweest van Beethovens kist tijdens de begrafenis. 

### Anton Schindler

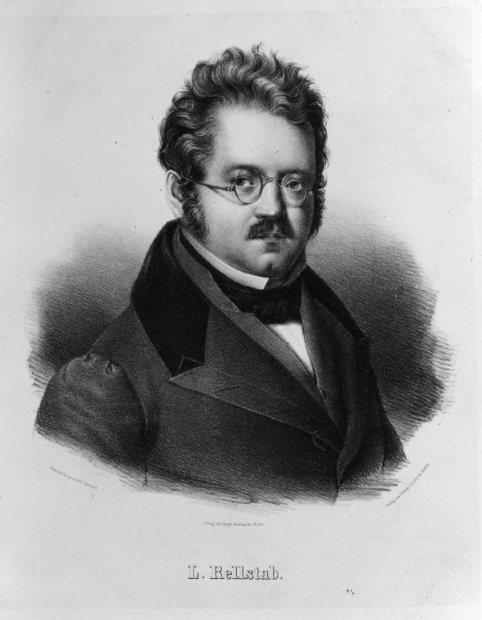
Ludwig Relstab (1799-1860)

Schubert kwam in aanraking met dit gedicht van Ludwig Relstab dankzij Anton Schindler, de secretaris van Beethoven. In 1825 had Relstab aan Beethoven een reeks gedichten overlegd met de bedoeling om deze te toonzetten. Na de dood van Beethoven in 1827 gaf Schindler de gedichten die Beethoven gemarkeerd zou hebben, aan Schubert met de bedoeling dat hij ze op muziek zou zetten. Uit deze verzameling zette Schubert tien gedichten op muziek, waarvan Auf dem Strom de eerste was. Zeven van de tien liederen zijn na Schuberts dood opgenomen in een cyclus die onder de titel Schwanensang werd uitgebracht.
Onbekend blijft of Beethoven het vers daadwerkelijk onder ogen heeft gezien en eveneens of Relstab de bedoeling heeft gehad dat de reeds stervende componist zichzelf in de ik-figuur van het gedicht zou herkennen. Anton Schindler geldt namelijk in de muziekgeschiedenis niet als een betrouwbare bron.

## Beschrijving
Het gebruik van de hoorn kan misschien toegeschreven worden aan de omstandigheid dat Schubert toentertijd werkte aan Symfonie nr. 9 in C-majeur (D 944), waarin hoorns een belangrijke rol speelden. Het lied opent met een instrumentale inleiding, de interludes tussen de strofen worden instrumentaal opgevuld en er is sprake van een coda voor alle drie de delen. De toonsoort is in E-groot.
Wat de interne structuur van de strofen betreft, heeft Schubert de tweede helft van de strofen 1 en 3 in E-klein geschreven om het inhoudelijk contrast tussen de twee delen tekst te versterken. De tweede helft van strofe 5. blijft echter in E-groot, omdat er geen element van onderbreking in de tekst is. In de strofen zonder verandering van inhoud tussen de twee volzinnen, de strofen 2., 4. en 5. wordt de muziek van de regels 1 t/m 4 in de regels 5 t/m 8 herhaald. De vijfde strofe heeft een wat andere tekstuele behandeling dan de eerste en de derde omdat de verteller niet meer terug kijkt naar het verdwenen land, maar omhoog naar de sterren, waar hij het gezicht van zijn geliefde hoopt te zien.
De piano speelt een begeleidende rol. Snelle triolen in de strofen 1., 3. en 5. simuleren het stromende water. 

### Verwijzingen naar Beethoven

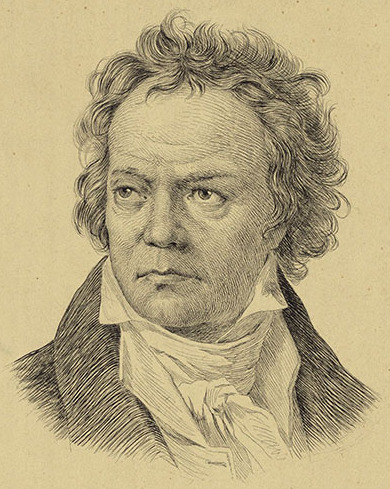
Ludwig van Beethoven (1770-1827)

Tekstueel is er een sterke overeenkomst tussen Auf dem Strom en de Beethovencyclus An die ferne Geliebte uit 1816 op een tekst van de dichter Alois Jeitteles. Deze cyclus wordt als een voorloper beschouwd van de liederencycli van Schubert, Schumann en Loewe. In beide verzen draait het om gescheiden te zijn van een verre geliefde. Beide werken hebben ook muzikale overeenkomsten: de coda’s van beide werken lijken erg op elkaar, te weten de herhaling van de vier laatste regels van de tekst. Beide componisten gebruikten ook het stijlmiddel van de herhaling van de beginmelodie, waarbij ze een scherp en climactisch vocaal register gebruikten.
Beethoven wisselt de melodische herhaling af tussen de zangstem en de piano, terwijl Schubert een melodische uitwisseling tussen de zangstem, hoorn en piano bewerkstelligt. Maar Beethovens herhaling is meer uitgesproken.
Auf dem Strom bevat ook muzikale toespelingen op ander werk van Beethoven.
De melodie van de strofen 2. en 4. vormen een citaat uit de treurmars uit het tweede deel van de Derde symfonie van Beethoven. De melodie van de hoorn in de aanvang van het lied zinspeelt eveneens op een melodie van Beethoven.

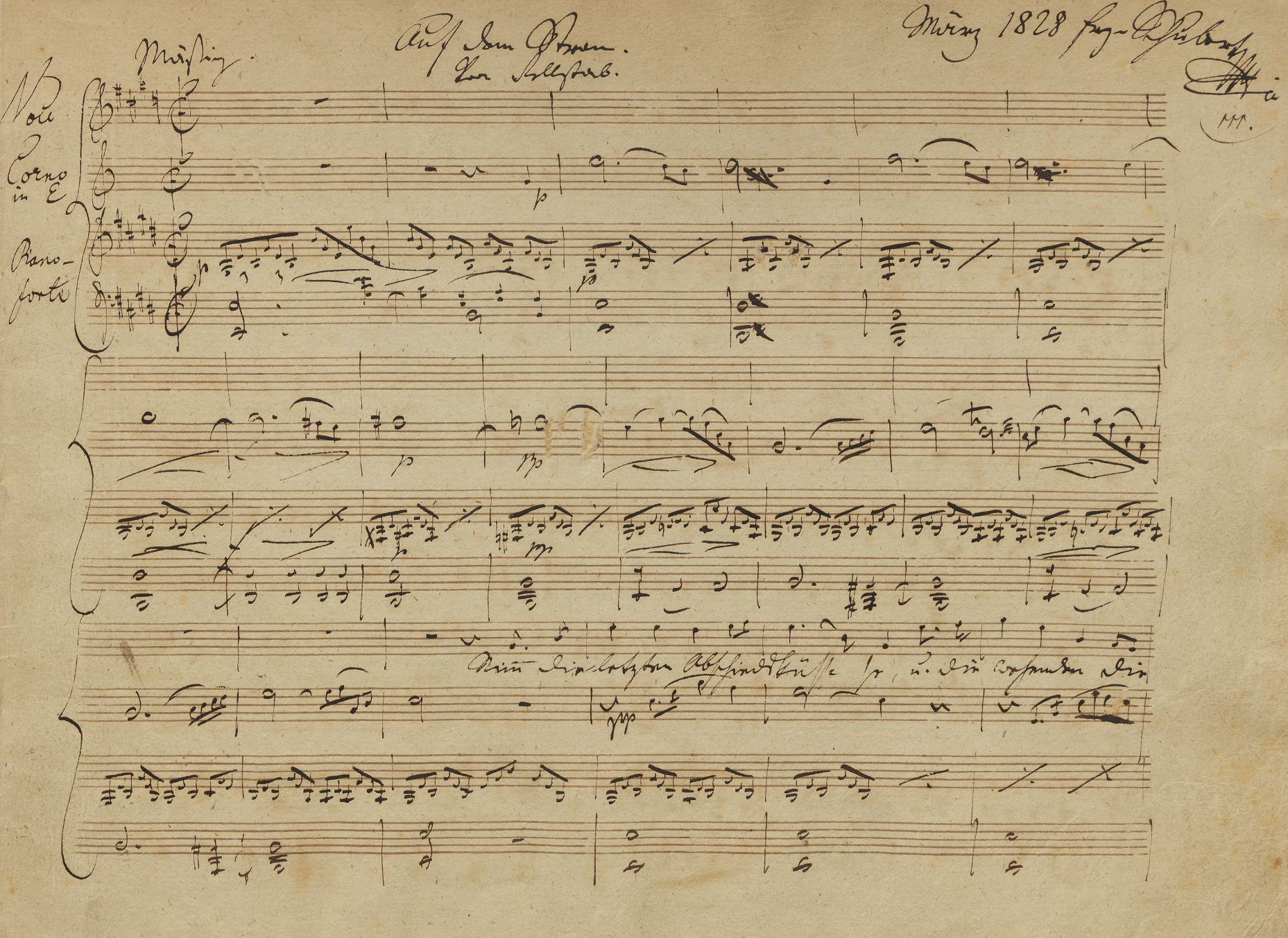
Eerste pagina van het manuscript van Auf dem Strom, gedateerd maart 1828.

### Gedicht
Het gedicht bestaat uit vijf strofen van elk acht regels die paarsgewijs op elkaar rijmen en die alle vier versvoeten van twee lettergrepen omvatten. Alle acht regels regels van alle strofen zijn samengesteld uit versvoeten waarvan de eerste lettergreep beklemtoond is en de tweede onbeklemd, ofwel een trochee. De vier achtereenvolgende trocheeën vormen samen een trocheïsche tetrameter.
De laatste trochee van de regel, eindigend dus met een onbeklemde lettergreep, vormt dan een vrouwelijke of slepende rijmklank. Daarentegen bezitten de twee laatste regels van elke strofe slechts zeven lettergrepen en is de laatste lettergreep, aangezien het om trocheeën gaat, een beklemtoonde lettergreep. Dit levert in de laatste twee regels een mannelijke of staande rijmklank op. Dit wat betreft de formele kenmerken van het vers.
Thematisch draait het gedicht om een afscheid tussen twee geliefden. De strofen van het gedicht geven afwisselend twee gezichtspunten weer. Uit de strofen 1., 3. en 5. spreken smart en nostalgie, de even strofen 4. en in mindere mate 2. daarentegen drukken onzekerheid en schrik voor de ongewisse toekomst uit. Dit inhoudelijk verschil is ook terug te vinden in de taalkundige structuur van de strofen. De strofen 1. en 3. en zij het minder uitgesproken ook 5. bestaan uit twee zinnen. De eerste zin slaat op de herinnering, maar wordt in de tweede onderbroken door de voortgang van de handeling. Terwijl in de strofen 2. en 4. deze breuk niet aanwezig is, daar is er eerder sprake is van een herhaling van het eerste deel.
De tekst kan ook een diepere, metaforische strekking toegeschreven worden. De oceaan zou een metafoor voor de dood kunnen zijn en Schubert zou de tekst gerelateerd kunnen hebben aan de dood van Beethoven.
Schubert wijzigde overigens het woord “Blick” in de eerste strofe in “Schau” en veranderde “dort” in de voorlaatste regel van de laatste strofe in “auf”.